# Centrumdemocraten
De Centrumdemocraten (afgekort: CD) was een Nederlandse politieke partij van staatsnationalistische signatuur. 
De partij werd meestal als extreemrechts aangeduid en representeerde gedurende de jaren '80 en '90 een gedeelte van nationalistisch Nederland met kritiek op de multiculturele samenleving.

## Oprichting
De CD werd op 7 november 1984 bij notariële akte opgericht door vier Janmaat-getrouwe voormalige leden van de Centrumpartij. Nadat Janmaat op 15 oktober 1984 door de Centrumpartij was geroyeerd, bleef hij aan als onafhankelijk Tweede Kamerlid, aangeduid als Groep Janmaat. De Centrumpartij verloor hiermee haar vertegenwoordiging in de Tweede Kamer. Janmaat zelf werd vier weken later het zevende lid van de CD. Vanaf het moment dat Janmaat lid werd, werd de CD geassocieerd als zijn partij. De meeste journalisten en onderzoekers noemen hem vaak ten onrechte als de oprichter van de CD. Het eerste hoofdbestuur bestond uit de vier oprichters van de partij;
- Petronella Jacoba (Coby) Rinia-Schellevis; voorzitter
- Ynze (Ben) Rinia; vicevoorzitter
- Albert Marinus Cornelis (Ab) Bartelsman; secretaris
- Barend van Duyvenbode; penningmeester

Het wetenschappelijk bureau van de Centrumdemocraten gaf in 1985 de nota "Centrumdemocratisch beleid ter bescherming van het Nederlands staatsburgerschap" van de hand van fractiemedewerker Alfred Vierling uit.
De Centrumdemocraten presenteerde zich van meet af aan als de meer gematigde vorm van de Centrumpartij en later CP'86. Zo heette het verkiezingsprogramma "Oost West, Thuis Best" (in plaats van de Vlaams Blok/CP'86-leus "Eigen Volk Eerst") en ook de leuzen waren gematigder van toon ("Vol = Vol", in plaats van rechtstreekse oproepen als "Stop vreemdelingenstroom"). Ook richtte de partij zich op het stoppen van het "Anti-Nederlander beleid" en van de multiculturele samenleving. Andere partijen en actievoerders voelden zich geroepen de partij als een ongewenst element in het Nederlandse politieke landschap te bestrijden en riepen daartoe ook anderen op.

## Kedichem
Op 29 maart 1986 vond in hotel Cosmopolite te Kedichem een verzoeningsbijeenkomst plaats tussen de Centrumpartij en Janmaat, op initiatief van het Utrechtse gemeenteraadslid Wim Vreeswijk van de Centrumpartij. De bijeenkomst werd verstoord door radicale, antifascistische actievoerders, die met rookbommen gooiden waardoor er brand in het hotel ontstond. Hierbij raakte Janmaats levenspartner Wil Schuurman blijvend invalide doordat zij bij het afdalen vanuit een open raam zo ongelukkig terechtkwam dat later in het ziekenhuis een van haar benen moest worden geamputeerd. Tot de beoogde verzoening kwam het ook daarna niet meer.
Aan de Tweede Kamerverkiezingen van 1986 deden zowel de Centrumpartij als de Centrumdemocraten mee. De Centrumpartij was ondertussen, op 13 mei 1986, failliet verklaard, nadat ze in maart bij de raadsverkiezingen in vijf gemeenten nog enige raadszetels had weten te behouden. Geen van beide partijen haalde de landelijke kiesdeler (respectievelijk slechts 0,4 en 0,1% van de stemmen) en daarmee verdween de "Centrum"-stroming voorlopig uit de Tweede Kamer.

## 1986-1989

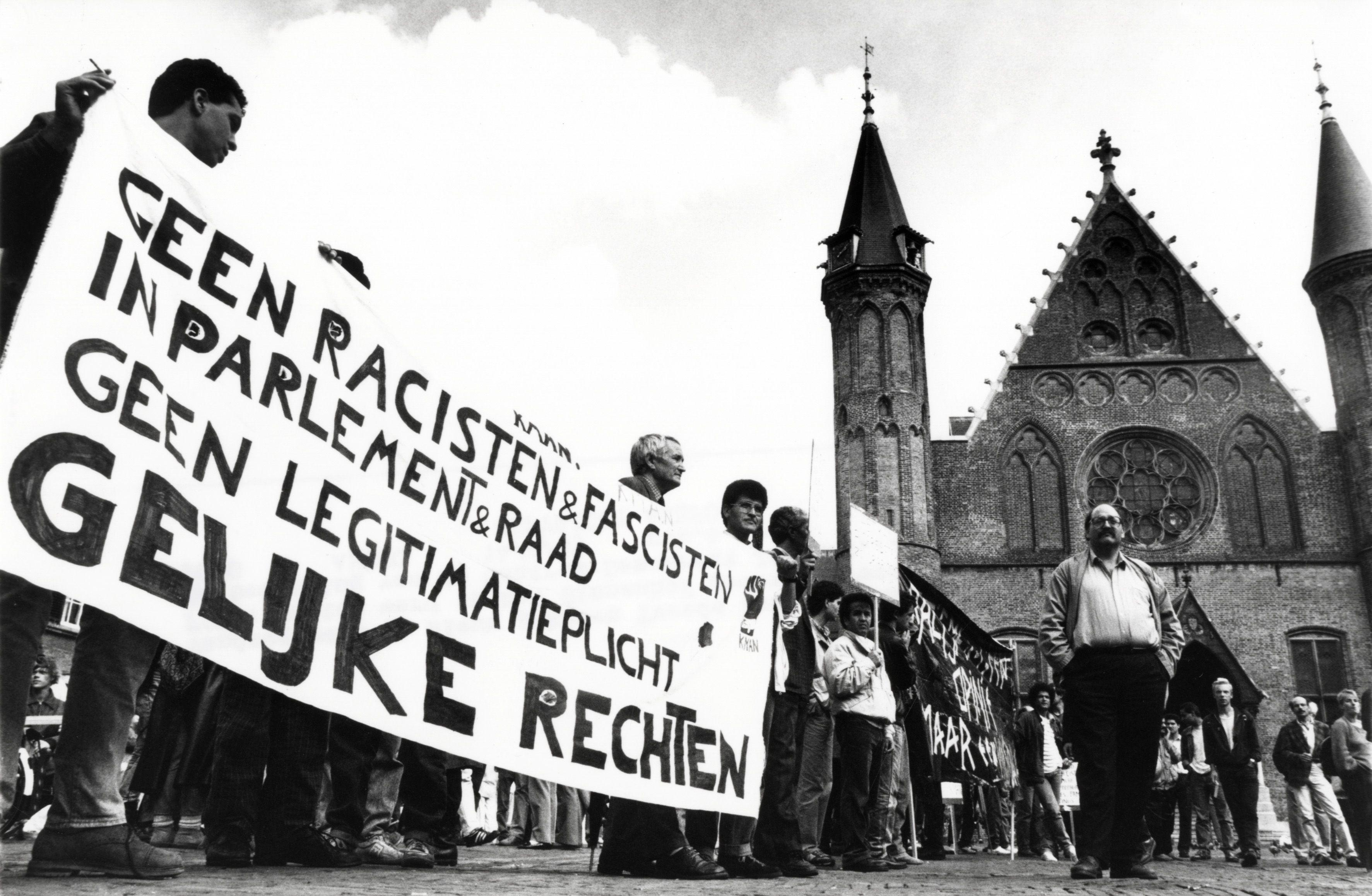
Demonstratie tegen Janmaat tijdens de beëdiging van de nieuw gekozen Tweede Kamer (1989)

Daarna profileerde de Centrumdemocraten zich als een parlementair meer capabele partij dan de inmiddels opgerichte CP'86. Ook werd gewerkt aan het opbouwen van een "grassroots" aanhang, vooral in de oude wijken van de grote steden waar onvrede heerste over werkloosheid en armoede - onvrede die zich gemakkelijk liet richten tegen de immigratie van buitenlanders, vooral afkomstig uit Marokko en Turkije, en de demografische ontwikkeling. Deze strategie had succes. Bij de Tweede Kamerverkiezingen van 1989 behaalde de Centrumdemocraten één zetel en daarmee keerde Janmaat terug in het parlement. De CP'86 deed dat jaar niet mee aan de verkiezingen.

## 1989-1998
Na de verkiezingswinst van 1989 leek het de CD redelijk voor de wind te gaan. Bij de gemeenteraadsverkiezingen van 1990 veroverde de partij in totaal 11 zetels. Onder andere Wil Schuurman nam voor de CD zitting in de gemeenteraad van Den Haag. In sommige wijken van Amsterdam behaalde de partij zelfs 25% van de totaal uitgebrachte stemmen. Hierna begon de CD wat steviger voor de dag te komen en uitdagender op te treden. Als geen ander politicus hekelde Janmaat de hoge kosten die de massa-immigratie voor de burgers met zich bracht: bekend was zijn vaak herhaalde uitspraak "Nederland had een rijk land kunnen zijn", verwijzend naar de aardgasbaten.
Het kabinet-Lubbers III en de Tweede Kamer reageerden met een 'cordon sanitaire' naar Belgisch voorbeeld. Janmaat wist zich hierdoor met zijn partij in een slachtofferrol gedrukt en buitte die positie dan maar uit. Alom verkondigde hij hoe hij buitengesloten werd en zijn standpunten - "gedragen door de meerderheid van het volk", zoals hij stelde - niet tot beleid kon maken. Overigens deden de Centrumdemocraten geen beleidsvoorstellen in de Tweede Kamer, wat feitelijk ook onmogelijk was vanwege ontbrekende steun van anderen. Mogelijk mede als gevolg van de al dan niet gespeelde slachtofferrol behaalde de CD bij de gemeenteraadsverkiezingen van 1994 78 zetels.
Het leek erop dat de CD ook een zege zou behalen in de Tweede Kamerverkiezingen van 1994; peilingen wezen op zes tot acht zetels. Deze voorspelling kwam niet uit: de CD bleef met 220.621 stemmen (2,4%) op drie 'ruime' parlementszetels steken. Janmaat verweet het net niet behalen van een vierde zetel toen al aan verkiezingsfraude met de stemcomputer, naast mogelijk opzettelijke fouten bij het handmatig tellen. Er was bijzonder lang onzekerheid over de einduitslag en er stemden meer dan 6 miljoen van de 11 miljoen kiesgerechtigden elektronisch. Naast Janmaat nam ook zijn partner Wil Schuurman zitting in de Kamer, benevens Cor Zonneveld. De laatste werd wegens vroegtijdig overlijden in december 1997 opgevolgd door Wim Elsthout.
Na deze verkiezingen probeerde de partij zich van haar 'one-issue'-imago te ontdoen om zo meer mensen aan te spreken. Dit lukte echter nauwelijks. Bij ieder onderwerp werden in de pers toch "de buitenlanders" erbij gehaald. Het kabinet-Kok I en de Tweede Kamer hadden inmiddels begrepen dat een cordon sanitaire niet werkt. Janmaat mocht zo veel en zo lang spreken over wat hij maar wilde, maar hij werd niet echt serieus genomen.
Voor de partij waren het roerige jaren onder meer door het optreden van undercover-journalisten die smeuïge verhalen uitbrachten en door felle interne partijstrubbelingen, met afsplitsingen tot gevolg uit onvrede over de leiding van het dagelijks bestuur. Niet alleen tussentijdse verkiezingen zoals in 1996 in Noord-Brabant, maar ook verstek van raadsleden die hun zetel niet konden of wilden bezetten en de verschillende afsplitsingen leidden ertoe dat eind 1996 van het aantal door de CD ingenomen raadszetels er nog maar 40 waren overgebleven.
Het Openbaar Ministerie was in 1994 met strafrechtelijke vervolging van Hans Janmaat, Wil Schuurman en de partij CD gestart wegens het mogelijk aanzetten tot haat, rassendiscriminatie en opzettelijke belediging. Ze zouden zich aan deze opiniedelicten schuldig hebben gemaakt in radio- en televisie-uitzendingen van de CD in de periode 1989-1993. Het gerechtshof van Den Haag veroordeelde hen op 28 maart 1995 tot geldboetes. Op 16 april 1996 vernietigde de Hoge Raad de gedeeltelijke vrijspraak van hen inzake discriminatie op grond van ras. Volgens de HR had het hof de context en samenhang van de gewraakte uitlatingen mee moeten wegen in zijn oordeel. De rechterlijke opvattingen omtrent de bedoelingen van de dader mochten in het oordeel meegenomen worden. Ook waren de strafrechtelijke bepalingen inzake discriminatie tussentijds uitgebreid en de begrippen opgerekt. De rechtszaak werd terugverwezen naar het gerechtshof in Amsterdam, dat in zijn arrest van 23 december 1996 het advies van de Hoge Raad opvolgde. Janmaat sprak verontwaardigd van een ’politiek proces’ en noemde in NRC Handelsblad de overheid een ‘Gedankenpolizist’.
Electoraal leek de partij in deze jaren in de peilingen in te storten. Ook de onrust binnen de CD bleef voortduren. Het werd zelfs zo erg dat er partijrevoltes uitbraken met als doel Janmaat te verwijderen, mede onder druk vanuit het Vlaams Blok dat hoopte in Nederland één zusterpartij over te houden. Het mocht echter allemaal niet baten. Janmaat regeerde zijn partij met ijzeren vuist en was in feite de personificatie van de partij. Hij leidde de partij als een familiebedrijf waar iedereen die het niet met hem eens was, in ongenade viel. Bij de Tweede Kamerverkiezingen van 1998 behaalde de partij met 0,6% van de stemmen geen zetel meer en verdween de CD uit de Tweede Kamer.

## 1998-2001: Verkiezingsnederlagen en sluimerend bestaan
Vanaf dat moment leidde de partij een sluimerend bestaan. De partij had geen recht meer op zendtijd voor politieke partijen en voor eigen reclame was geen geld beschikbaar. Bij de Provinciale Statenverkiezingen van 1999 verloor de partij al haar zetels. In augustus 1998 werkte Janmaat aan de oprichting van een nieuwe partij, Conservatieve Democraten geheten, om een eventuele vervolging van de Centrumdemocraten te ontlopen. Deze nieuwe partij nam deel aan de Europese Parlementsverkiezingen van 1999 als combinatielijst met de Centrumdemocraten. Met 0,5% van de stemmen werd geen zetel behaald. 
Op 12 oktober 1999 verspreidde de CD een flyers in Kollum na de moord op Marianne Vaatstra. Door te ageren tegen het Nederlandse asielbeleid wilde de CD haar gedachtegoed verbreiden, waarbij zij in Kollum trachtte in te spelen op het lokale verzet onder de bevolking tegen de vestiging van een asielzoekerscentrum. In een schrijven van tweeënhalf A4-tje richtte Janmaat zich tot de inwoners van Kollum: "Geachte Burger van Kollum, Sinds jaar en dag, om preciezer te zijn vanaf het kabinet Den Uyl in de jaren zeventig, heeft ons land te maken met de instroom van grote aantallen asielzoekers. Mensen uit den vreemde kwamen en komen uit zeer uiteenlopende redenen naar ons land. Meestal uit economische redenen omdat zij denken zich financieel te kunnen verbeteren. Soms zijn het criminelen die hun land uitvluchten omdat zij daar door de politie gezocht worden, dan wel om hun criminele activiteiten hier verder te ontplooien." Janmaat schrijft dat de asielzoekerscentra in den lande overlast bezorgen en vervolgt dan: "Het is evenwel verboden daarover de waarheid te zeggen. Uit eigen onlangs opgedane bittere ervaringen weet U daar alles van. Sommige gebeurtenissen mag men zijn ergste vijand niet toewensen. Uw bestuurders doen U dit wel aan. De arme Marianne Vaatstra is er een schandelijk voorbeeld van." Hij besluit zijn brief met een oproep aan de Kollummers zich politiek te organiseren: "bij de CD bent U daartoe van harte welkom. Wij hopen bij voldoende belangstelling een vergadering te kunnen beleggen om verdere stappen te beramen."

## 2002: Opheffing en overlijden Janmaat
Op 18 april 2002 werd de Centrumdemocraten als partij opgeheven en bij notariële akte ontbonden. De partij deed niet zodoende niet meer mee aan de Tweede Kamerverkiezingen van 2002. Op 9 juni 2002 kwam het definitieve einde voor de Centrumstroming, toen Hans Janmaat overleed.
Hoewel de Centrumdemocraten al was opgeheven, was er in Gelderland nog wel een provinciale partij actief die zich Gelderse Centrumdemocraten noemde en nagenoeg hetzelfde partijlogo als dezelfde retoriek gebruikte als de Centrumdemocraten. De partij nam in de provincie Gelderland deel aan de Provinciale Statenverkiezingen van 2011 en 2015, maar behaalde slechts 0,07% resp. 0,06% van de stemmen, lang niet genoeg voor een zetel.

## Beginselen
In haar statuten en verkiezingsprogramma's had de CD haar grondslag als volgt geformuleerd:
De politieke doelstelling van de CD is het pogen de achterstelling van de Nederlandse samenleving in al haar geledingen ongedaan te maken.
De partij stelt zich ten doel het algemeen welzijn van het Nederlandse volk (later: de Nederlandse samenleving) te bevorderen op de grondslag van de normen en waarden zoals die zich in de loop van de Europese geschiedenis onder invloed van het christendom en het humanisme hebben ontwikkeld. Deze normen en waarden liggen ten grondslag aan de centrumdemocratische ideologie.

De kern van deze ideologie omvat enerzijds het streven naar behoud en ontwikkeling van de Nederlandse staatkundige en culturele identiteit, en anderzijds het bevorderen van de nationale saamhorigheid in ons land, door te trachten ongewenste tegenstellingen tussen onderscheidende geledingen van de Nederlandse samenleving te doen voorkomen, dan wel deze tegenstellingen in harmonie tot oplossing te (doen) brengen, waarbij wordt uitgegaan van de volstrekte gelijkwaardigheid van die maatschappelijke geledingen.

## Standpunten
Hieronder volgen standpunten van de CD, zoals beschreven in de verschillende verkiezingsprogramma's:

### Onderwijs en cultuur

#### Cultuur
- Het regeringsbeleid geeft voorrang aan de ontplooiing van de Nederlandse cultuur. De cultuur wordt geïntegreerd in het onderwijs;
- De invloed van vreemde cultuurelementen, dan wel het overbrengen van gehele culturen, wordt teruggedrongen en gestopt. Subsidies voor het ontwikkelen van vreemde culturen in ons land worden afgeschaft, de instituten ontbonden. De stimulering van de eigen Nederlandse cultuur wordt met klem door de overheid bevorderd, al het andere remt de overheid waar mogelijk af. Vreemdelingen en minderheden passen zich aan de Nederlandse gewoonten en gebruiken aan of verdwijnen over de landsgrenzen;
- Er wordt een overkoepelende cultuur gevormd door samensmelting van diverse cultuurelementen. Voorwaarde voor deze samensmelting is dat door minderheden ingebrachte cultuurelementen niet strijdig zijn met wezenlijke elementen uit de Nederlandse cultuur. Zo is de scheiding tussen kerk en Staat een element dat niet aan wijziging of vervanging toe is;
- Het uitzenden van harde pornografische programma's op de Nederlandse televisiestations is verboden. De overheid stelt beperkingen aan het te tonen geweld op de tv. Bij niet houden aan de voorschriften kan van overheidswege de zendmachtiging worden ingetrokken;
- Een huwelijk kan niet binnen de eerste 2 jaren worden beëindigd;
- Het gezin is de hoeksteen van de samenleving. De regering dient een gezinsbeschermend beleid te voeren. Het stichten van gezinnen dient bevorderd te worden door verhoging van de belastingvrije voet voor belastingplichtigen die een gezin onderhouden. De CD is voor grote Nederlandse gezinnen om evenwichtige demografische ontwikkelingen te bevorderen;

### Economie en sociale zaken

#### Werkgelegenheid
De CD wilde dat er een voorkeur moest komen voor Nederlandse werknemers. Het achterstellen van Nederlandse werknemers moest strafbaar worden gesteld. Pas als er geen Nederlandse sollicitanten zijn, zouden vreemdelingen in aanmerking voor het werk moeten komen.
- Het verlenen van dienstverband geschiedt bij voorkeur aan Nederlanders. Het achterstellen van Nederlandse werknemers bij de werknemers van de minderheden, al dan niet van Nederlandse nationaliteit, moet strafbaar worden gesteld;
- Eerst als er geen Nederlandse sollicitanten zijn, zouden vreemdelingen in aanmerking voor het werk moeten komen;
- Bij voortdurende werkloosheid, toenemende automatisering en industrialisering wordt verkorting van de werktijden trapsgewijze ingevoerd;
- Voor asielzoekers worden kampementen ingericht. Van staatswege worden projecten opgesteld;

#### Huisvesting
De CD wilde dat Nederlanders voorrang kregen bij huisvesting, en zij was voor lagere woonlasten.
- De voorrang bij huisvesting voor minderheidsgroepen en vreemdelingen wordt opgeheven;
- Bij het bereiken van de meerderjarige leeftijd wordt iedereen automatisch als woningzoekende geregistreerd, tenzij betrokkene daarvan af wenst te zien;
- De nieuwbouw wordt afgestemd op de bevolkingspolitiek. Als het beleid wordt afgestemd op kleine gezinnen, worden van overheidswege geen grote woningen gesubsidieerd;
- De woonlasten worden van overheidswege naar een lager plafond gebracht, afgestemd op werkelijke productie- of bedrijfskosten;
- De overheid dient zich niet te bemoeien met herverdeling van woningen naar inkomen. De woonruimte dient een vrije keuze te zijn, onafhankelijk van het inkomen;
- Huurcontracten ten behoeve van particulieren mogen niet aan termijnen worden gebonden;

### Energiebeleid en milieu

#### Energiebeleid
- Gasprijzen worden, voor zover het particulier verbruik betreft, niet meer gekoppeld aan de olieprijzen. De gasprijs voor binnenlands verbruik mag niet hoger liggen dan de goedkoopste exportprijs.
- De accijns op benzine wordt verlaagd. De tijdelijke heffing verdwijnt onmiddellijk. De prijs komt op f 1,50 per liter.
- De bouw van kerncentrales wordt uitgesteld tot het afvalprobleem is opgelost. De veiligheidseisen voor nieuw te bouwen centrales moeten aan de technologische ontwikkelingen worden aangepast. Aan gasgestookte centrales wordt de voorkeur gegeven.
- Het vergroten van de capaciteit van milieuvriendelijke energie wordt door de overheid gestimuleerd.

#### Landbouw en visserij
- Het minder grootschalig landbouw- en veeteeltbedrijf wordt gestimuleerd;
- Bij internationale afspraken inzake gemeenschappelijk beleid genieten de Nederlandse belangen de voorkeur. De minister consulteert daarbij de desbetreffende organisaties;
- De Nederlandse akkerbouw, glastuinbouw en veehouderij voorzien ten minste in de eigen Nederlandse behoefte;

#### Dierenwelzijn en milieu
- De cultuur en ontwikkeling van de mens uit zich onder andere door de manier waarop de dieren in de samenleving worden behandeld. Nadrukkelijk moet de positie en de situatie van het dier worden verbeterd;
- Een verbod op onverdoofd ritueel slachten wordt nagestreefd;
- De normen in de bio-industrie moeten ten voordele van het dier worden verbeterd. Kist-kalveren worden verboden. In deze industrie tekent zich het morele verval van het socialisme af, of dat nu de nationale, dan wel de internationale tak betreft;
- Er moet een verbod komen van wedstrijden, waarin dieren elkaar in vechtsporten bestrijden. Het kweken van agressie bij dieren wordt strafbaar gesteld;
- Het afval van honden op straat moet verdwijnen. Eigenaren van honden moeten er voor zorgen dat het door hun hond veroorzaakte afval direct wordt verwijderd. Daarmede is de noodzaak van de hondenbelasting verdwenen;
- De medische proeven op dieren moeten aan banden worden gelegd, zodat niet jaarlijks duizenden dieren sterven aan schijnbaar nutteloze medische proeven. De aantallen moeten scherp worden teruggebracht, de normen verscherpt onder welke de proeven desnoods mogen worden uitgevoerd;
- Er moet een verbod komen op de verkoop van bont, afkomstig van babydieren. Eveneens moet het opzetten van babydieren verboden worden, en onder het strafrecht worden gebracht;
- Het oormerken van vee wordt afgeschaft;
- Transport van vee moet diervriendelijk geschieden;
- Het in huis houden van naar hun aard ongeschikte dieren wordt van overheidswege verboden;

### Justitie
- Invoeren van de doodstraf als zwaarste sanctie;
- De strafmaat voor minimum- en maximumstraffen wettelijk verhogen;
- Het bewust overbrengen van besmettelijke ziekten onder het strafrecht;

### Defensie en Buitenlands beleid

#### Defensie
De CD was voorstander van het NAVO-lidmaatschap en de herinvoering van de dienstplicht.
- Herinvoeren van de dienstplicht als aanvulling van beroepsmilitairen;
- Het Nederlandse defensieapparaat wordt onder meer getraind op het bestrijden van terrorisme en de mogelijkerwijze toekomstig opkomende stadsguerrilla;
- Het defensieapparaat moet zoveel als mogelijk zelfstandig kunnen optreden. Gestreefd moet worden naar een apparaat, dat mogelijk in directe eigen Nederlandse opdrachten kan voorzien;
- Het defensiebudget wordt niet verlaagd:
- De defensie moet als zijnde het zwaard van de overheid in stand worden gehouden. Zij dient ter verdediging van onze vrijheid;
- Internationaal samenwerken met NAVO-partners;
- Uitbreiding van de Koninklijke Marechaussee, hogere salarissen en verregaande bevoegdheden verschaffen voor grenscontroles;

#### Buitenlandse zaken
- Internationale verdragen opzeggen die Nederland verplichten om asielzoekers op te nemen;
- Hereniging van Nederland met Vlaanderen en andere Nederlandstalige gebieden;
- Het ministerie van Buitenlandse Zaken uitgebreide contacten laten leggen met de herkomstlanden van de in Nederland aanwezige minderheden. Het ministerie bereidt remigratie voor, in overleg en samenwerking met de ministeries van Binnenlandse Zaken en Justitie;

## Verkiezingsuitslagen

### Tweede Kamer
Zie ook: alle voormalige Tweede Kamerleden voor de CD.
| Verkiezingsjaar | Lijsttrekker | Kandidatenlijst | Kieskringen | Aantal stemmen | Aantal behaalde zetels | % van de stemmers | Kabinetsdeelname |
| --------------- | ------------ | --------------- | ----------- | -------------- | ---------------------- | ----------------- | ---------------- |
| 1986            | Hans Janmaat | Kandidatenlijst | 18 / 19     | 12.277         | 0 / 150                | 0,13              | Niet verkozen    |
| 1989            | Hans Janmaat | Kandidatenlijst | 19 / 19     | 81.337         | 1 / 150                | 0,92              | Oppositie        |
| 1994            | Hans Janmaat | Kandidatenlijst | 19 / 19     | 220.734        | 3 / 150                | 2,46              | Oppositie        |
| 1998            | Hans Janmaat | Kandidatenlijst | 17 / 19     | 52.226         | 0 / 150                | 0,61              | Niet verkozen    |

### Provinciale Staten
| Verkiezingsjaar | Aantal stemmen | Aantal behaalde zetels | % van de stemmers |
| --------------- | -------------- | ---------------------- | ----------------- |
| 1987            | 18.765         | 0 / 748                | 0,26              |
| 1991            | 61.378         | 3 / 756                | 1,05              |
| 1995            | 56.978         | 3 / 756                | 0,99              |
| 1999            | 19.811         | 0 / 760                | 0,37              |

### Europees Parlement
| Verkiezingsjaar | Lijsttrekker  | Lijst | Aantal stemmen | Aantal behaalde zetels | % van de stemmers |
| --------------- | ------------- | ----- | -------------- | ---------------------- | ----------------- |
| 1989            | Hans Janmaat  | Lijst | 40,780         | 0 / 25                 | 0,78              |
| 1994            | Wil Schuurman | Lijst | 43.299         | 0 / 31                 | 1,05              |
| 1999            | Chiel Koning  | Lijst | 17.740         | 0 / 31                 | 0,50              |